# Шевченко (Акимовский район)
Шевченко (укр. Шевченка) — село,
Чорноземненский сельский совет,
Акимовский район,
Запорожская область,
Украина.
Код КОАТУУ — 2320387009. Население по переписи 2001 года составляло 515 человек .

## Географическое положение
Село Шевченко находится на расстоянии в 3 км от села Черноземное и посёлка Максима Горького.
По селу протекает пересыхающий ручей с запрудой.